# Polski Związek Działkowców
Polski Związek Działkowców (PZD) – od 19 stycznia 2014 stowarzyszenie ogrodowe, w okresie od 8 czerwca 1981 do 18 stycznia 2014, samodzielna i samorządna organizacja społeczna, powołana do reprezentowania i obrony praw i interesów swych członków wynikających z użytkowania działek w rodzinnych ogrodach działkowych.

## Historia
Polski Związek Działkowców powstał 8 czerwca 1981 na mocy ustawy z dnia 6 maja 1981 r. o pracowniczych ogrodach działkowych (Dz.U. z 1996 r. nr 85, poz. 390, z późn. zm.). Ustawa ta dawała związkowi wyłączność na zakładanie i prowadzenie pracowniczych ogrodów działkowych. Monopol związku na zakładanie i utrzymywanie ogrodów działkowych został utrzymany ustawą z dnia 8 lipca 2005 r. o rodzinnych ogrodach działkowych (Dz.U. z 2005 r. nr 169, poz. 1419, z późn. zm.), nadto ustawa ta zastąpiła pojęcie pracowniczego ogrodu działkowego – rodzinnym ogrodem działkowym.
W 2012 r. znaczna część przepisów ustawy z dnia 8 lipca 2005 r. o rodzinnych ogrodach działkowych, w tym monopol związku na zakładanie ogródków działkowych, obowiązek zrzeszania się działkowców w PZD, zwolnienie PZD z opłat i podatków i obowiązek przekazywania mu ziemi przez samorządy, została uznana przez Trybunał Konstytucyjny za niezgodną z Konstytucją. Zgodnie z wyrokiem Trybunału Konstytucyjnego zakwestionowane przepisy ustawy z 2005 r. miały utracić moc obowiązującą 21 stycznia 2014 r., z wyjątkiem art. 10, który utracił moc 20 lipca 2012 r.
Orzeczenie Trybunału Konstytucyjnego było impulsem do stworzenia nowego aktu prawnego, będącego podstawą funkcjonowania ogrodów działkowych. Nowa ustawa o rodzinnych ogrodach działkowych weszła w życie 19 stycznia 2014 roku, derogując ustawę z 2005 roku. Zgodnie z nią rodzinne ogrody działkowe są prowadzone przez stowarzyszenia ogrodowe. Z dniem wejścia w życie nowej ustawy w taką organizację przekształcił się także Polski Związek Działkowców.
23 października 2014 r. Krajowy Zjazd Delegatów PZD uchwalił nowy statut, dostosowany do nowej ustawy.
2 lipca 2015 r. ten sam organ uchwalił kolejny statut. 9 września 2015 r. zarejestrowano go w Krajowym Rejestrze Sądowym.

## Zadania i struktura Polskiego Związku Działkowców do dnia uchwalenia statutu z 2014 r.[9]

### Zadania
Do zadań PZD należało w szczególności:
- propagowanie idei ogrodnictwa działkowego w społeczeństwie, a szczególnie wszechstronnego znaczenia rodzinnych ogrodów działkowych dla rodzin działkowców i mieszkańców miast oraz racjonalnego wykorzystania gruntów miejskich,
- działanie na rzecz wszechstronnego rozwoju ogrodnictwa działkowego,
- zakładanie i zagospodarowywanie rodzinnych ogrodów działkowych,
- inicjowanie i współdziałanie w prowadzeniu badań z zakresu ogrodnictwa i wdrażanie ich wyników w rodzinnych ogrodach działkowych i ogrodnictwie amatorskim,
- wszechstronne działanie na rzecz ochrony przyrody i środowiska,
- organizowanie i udzielanie pomocy oraz poradnictwa w zagospodarowaniu działek i prowadzeniu upraw ogrodniczych,
- propagowanie wiedzy ogrodniczej, zwłaszcza poprzez szkolenia i prowadzenie działalności wydawniczej,
- prowadzenie działalności społecznej, wychowawczej, wypoczynkowej, rekreacyjnej i innej na rzecz członków PZD, ich rodzin oraz społeczności lokalnych.

### Struktura
- organy samorządu na szczeblu krajowym (III instancja):
  - Prezydium PZD (składało się z 7–11 osób w tym z prezesa, wiceprezesów i sekretarza);
  - Krajowa Rada PZD (składała się z 39–55 osób z prezesem na czele; posiedzenia powinny odbywać co najmniej 3 razy w roku);
  - Krajowa Komisja Rewizyjna PZD (składała się z 11–15 osób; do jej zadań należała kontrola nad działalnością organizacyjną, gospodarczą i finansową PZD; dokonywała także oceny wyników rocznej działalności Krajowej Rady oraz badała i weryfikowała sprawozdania finansowe, opracowywała sprawozdania i wnioski na Krajowy Zjazd oraz stawiała wniosek o udzielenie Krajowej Radzie absolutorium; nadzorowała również działalność Okręgowych Komisji Rewizyjnych);
  - Krajowa Komisja Rozjemcza PZD (składała się z 11–15 osób; rozpoznawała skargi na prawomocne orzeczenia komisji rozjemczych, wniesione przez prezesa lub przewodniczącego Krajowej Komisji Rozjemczej);
- organy samorządu na szczeblu terenowym (II instancja):
  - Okręgowy Zarząd PZD;
  - Okręgowa Komisja Rewizyjna PZD;
  - Okręgowa Komisja Rozjemcza PZD;
- organy samorządu na szczeblu ROD (I instancja):
  - Zarząd ROD;
  - Komisja Rewizyjna ROD;
  - Komisja Rozjemcza ROD

Ponadto funkcjonowały:
- na szczeblu krajowym – Krajowy Zjazd Delegatów;
- na szczeblu terenowym – Okręgowy Zjazd Delegatów;
- na szczeblu ROD – walne zebranie ROD (albo konferencja delegatów).

Delegaci PZD danego szczebla i walne zebranie ROD wybierali właściwe organy samorządu wymienione powyżej.

## Zadania i struktura Polskiego Związku Działkowców od 23 października 2014

### Zadania
Do zadań PZD należy:
- zakładanie i prowadzenie ROD,

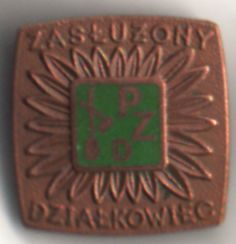
Odznaka „Zasłużony Działkowiec”

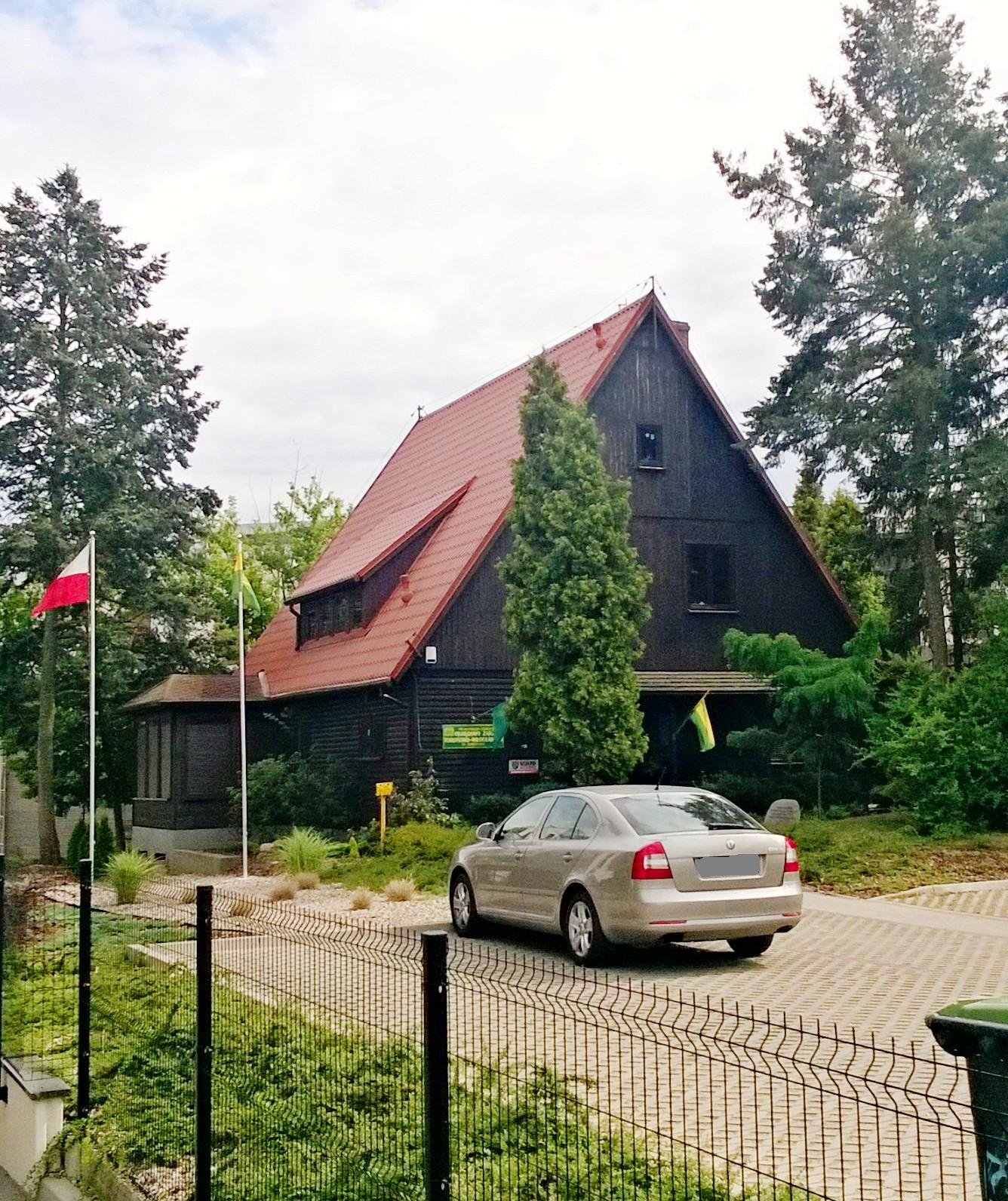
Zabytkowa siedziba Polskiego Związku Działkowców (Okręgowy Zarząd Toruńsko-Włocławski) w Toruniu

- rozwój ROD w sposób zapewniający działkowcom i ich rodzinom aktywny wypoczynek i możliwość prowadzenia upraw ogrodniczych na własne potrzeby,
- przywracanie społeczności i przyrodzie terenów zdegradowanych,
- ochrona środowiska przyrodniczego,
- podnoszenie standardów ekologicznych otoczenia,
- kształtowanie zdrowego otoczenia człowieka,
- ochrona przyrody,
- poprawa warunków socjalnych społeczności lokalnych.

### Struktura
- organy samorządu na szczeblu krajowym (III instancja):
  - Krajowy Zarząd (wcześniej Prezydium) PZD (składa się z 7–11 osób w tym z prezesa, wiceprezesów i sekretarza);
  - Krajowa Rada PZD (składa się z 27–45 osób z prezesem na czele; posiedzenia powinny odbywać co najmniej 3 razy w roku);
  - Krajowa Komisja Rewizyjna PZD (składa się z 11–13 osób; do jej zadań należy kontrola nad działalnością organizacyjną, gospodarczą i finansową PZD; dokonuje także oceny wyników rocznej działalności Krajowej Rady oraz bada i weryfikuje sprawozdania finansowe, opracowuje sprawozdania i wnioski na Krajowy Zjazd oraz stawia wniosek o udzielenie Krajowej Radzie absolutorium; nadzoruje również działalność Okręgowych Komisji Rewizyjnych);
- organy samorządu na szczeblu terenowym (II instancja):
  - Okręgowy Zarząd (dawniej Prezydium Okręgowego Zarządu) PZD;
  - Okręgowa Rada (dawniej Okręgowy Zarząd) PZD;
  - Okręgowa Komisja Rewizyjna PZD;
- organy samorządu na szczeblu ROD (I instancja):
  - Zarząd ROD;
  - Komisja Rewizyjna ROD

Ponadto funkcjonują:
- na szczeblu krajowym – Krajowy Zjazd Delegatów;
- na szczeblu terenowym – Okręgowy Zjazd Delegatów;
- na szczeblu ROD – walne zebranie ROD (albo konferencja delegatów).

Delegaci PZD danego szczebla i walne zebranie ROD wybierają właściwe organy samorządu wymienione powyżej.
Zgodnie z poprzednim statutem z 2014 r. istniały także koła członkowskie i ich organy: komisje rewizyjne, zarządy, walne zebrania (albo konferencje delegatów).

## Nadzór nad działalnością PZD
Nadzór nad działalnością PZD sprawuje prezydent miasta stołecznego Warszawy. Nadzór nad działalnością jednostki terenowej (okręgu PZD) sprawuje starosta właściwy ze względu na siedzibę Okręgowego Zarządu PZD.